# Derolathrus sharpi
Derolathrus sharpi är en skalbaggsart som beskrevs av Grouvelle in Grouvelle och Achille Raffray 1912. Derolathrus sharpi ingår i släktet Derolathrus och familjen Jacobsoniidae. Inga underarter finns listade i Catalogue of Life.